# 擲鬥遊戲
擲鬥遊戲(Running-fight game)，指用骰子、陀螺、劈木等擲具隨機決定棋子沿棋盤路徑的前進步數，以消滅所有敵棋為勝利的版圖游戏，譬如阿拉伯折路戲、北歐折路戲、中美洲返路戲。